# 1923型水雷艇
1923型水雷艇（Torpedoboot 1923）および、1924型水雷艇（Torpedoboot 1924）とは、ヴァイマル共和政時代にドイツ海軍（Reichsmarine）が建造した水雷艇である。建造当時はヴェルサイユ条約による軍備制限のため駆逐艦に分類されていたが、後の1934年に水雷艇に種別変更されている。
1923型及び1924型水雷艇はそれぞれの艇名の共通項から、前者を猛禽級（Raubvogel-Klasse）後者を猛獣級（Raubtier-Klasse）と呼称することもある。

## 概要
ドイツは第一次世界大戦敗戦後のヴェルサイユ条約により、大幅な軍備制限を強いられた。海軍の駆逐艦についても保有可能な数は12隻（予備艦4隻）までとされ、1隻ごとの大きさも基準排水量800トン以下に制限された。艦艇の新規建造も老朽艦の退役に伴う代艦建造のみが許可され、代艦を建造するには最低15年は使用しなければならない有様であった。
1923型水雷艇は旧式化した水雷艇の後継として1923年度建艦計画に基づいて6隻の建造が決定され、さらに1924年度建艦計画においては改良型の1924型水雷艇6隻の建造が決定された。1923型及び1924型水雷艇は、12隻とも全てがヴィルヘルムスハーフェンの海軍工廠において建造され、1926年から1929年にかけて就役した。
1924型水雷艇は1923型水雷艇よりも船体がやや大型化しており、凌波性や航行性が向上したほか、航続距離も若干延長されている。兵装は基本的に同一である。1924型では当初、艦載砲として127mm砲を搭載する予定であったが、連合国の反対により急遽105mm砲に変更した経緯がある。また両者とも、本来の制限である基準排水量800トンを100トン以上オーバーしている。
1930年代に入ってからは魚雷発射管を従来の500mm発射管から新型の533mm発射管に換装した他、対空兵装の20mm機関砲も従来の2門から4門ないし7門にまで増強されている。しかしヴェルサイユ条約による排水量制限の結果、1920年代に諸外国が設計建造していた基準排水量1,500トン超過の大型駆逐艦の建造は許されなかったため、外洋航行性能や砲雷撃戦時の火力などにおける根本的な格差は開く一方であった。このためヒトラー政権誕生後の1934年、従来のヴェルサイユ条約における駆逐艦の排水量制限を完全に無視して設計された1934型駆逐艦（基準排水量：2,206トン）の起工に伴い、駆逐艦から水雷艇に類別変更された。
第二次世界大戦勃発直前の1939年8月27日、1924型水雷艇「ティーガー」はデンマーク領ボーンホルム島付近で1934型駆逐艦「Z3 マックス・シュルツ」と衝突事故を起こし沈没した。
第二次世界大戦においては、1923型/1924型水雷艇は新型の1935型/1937型水雷艇や1939型艦隊水雷艇と共にナチス・ドイツ海軍（Kriegsmarine）の戦力の一端を担い、各種艦艇の護衛や対水上戦闘、機雷敷設などの任務に就いた。しかし制空権を次第に失う中で優勢なイギリス軍との戦闘を続けた結果、ドイツ敗戦までに11隻すべてが撃沈や廃棄処分の運命をたどっている。

## 同型艇
1923型および1924型には、個艦識別用に艦名を2文字に略したアルファベットが船体左右両舷に書き込まれている。
なお、後の1935型以降の水雷艇にはT（Torpedobootの略称）+数字の識別記号が書き込まれるようになるが、個別の名前までは用意されなくなった。

### 1923型
| 艇名         | 識別記号 | 起工           | 進水          | 就役          | 備考                                                          |
| ------------ | -------- | -------------- | ------------- | ------------- | ------------------------------------------------------------- |
| メーヴェ     | MO       | 1925年5月2日   | 1926年3月24日 | 1926年10月1日 | 1944年6月14日、ル・アーヴルにてイギリス空軍の爆撃により破壊。 |
| アルバトロス | AT       | 1925年10月5日  | 1926年7月15日 | 1927年3月5日  | 1940年4月10日、ノルウェー侵攻中に座礁                         |
| グライフ     | GR       | 1925年10月5日  | 1926年7月15日 | 1927年3月15日 | 1944年5月24日、航空機からの雷撃により撃沈。                   |
| ゼーアドラー | SE       | 1925年10月5日  | 1926年7月15日 | 1927年5月1日  | 1942年5月13日、イギリス海軍のMTBの雷撃により撃沈。            |
| コンドル     | KO       | 1925年11月17日 | 1926年9月22日 | 1927年7月15日 | 1944年7月31日、触雷により破壊                                 |
| ファルケ     | FK       | 1925年11月17日 | 1926年9月22日 | 1927年8月15日 | 1944年6月14日、ル・アーヴルにてイギリス空軍の爆撃により破壊。 |

### 1924型
| 艇名       | 識別記号 | 起工         | 進水           | 就役           | 備考                                                                                     |
| ---------- | -------- | ------------ | -------------- | -------------- | ---------------------------------------------------------------------------------------- |
| イルティス | IT       | 1927年3月8日 | 1927年10月12日 | 1928年10月1日  | 1942年5月13日、イギリスMTBの雷撃により撃沈。                                             |
| ヴォルフ   | WO / WL  | 1927年3月8日 | 1927年10月12日 | 1928年11月15日 | 1941年1月8日、ダンケルク沖にて触雷、沈没。                                               |
| ティーガー | TG       | 1927年4月2日 | 1928年3月15日  | 1929年1月15日  | 1939年8月21日、ボーンホルム島付近にて1934型駆逐艦「Z3 マックス・シュルツ」と衝突・沈没。 |
| ルクス     | LU       | 1927年4月2日 | 1928年3月15日  | 1929年4月15日  | 1940年7月26日、イギリス潜水艦テムズの雷撃により撃沈。                                    |
| レオパルト | LP       | 1927年5月4日 | 1928年3月15日  | 1929年6月1日   | 1940年4月30日、スカゲラック海峡にて機雷敷設艦「プロイセン」と衝突・沈没                  |
| ヤグアル   | JA / JR  | 1927年5月4日 | 1928年3月15日  | 1929年8月15日  | 1944年6月15日、ル・アーヴルにてイギリス空軍の爆撃により破壊。                            |